# إيرل بن جليم
إيرل بن جليم (بالإنجليزية: Earl Ben Gilliam)‏ (و. 1931 – 2001 م)هو محامي، وقاضي من الولايات المتحدة الأمريكية .